# TuS Makkabi Berlin
TuS Makkabi Berlin ist ein deutsch-jüdischer Sportverein in Berlin. Er ist Mitglied im Dachverband Makkabi Deutschland. Der Name Maccabi bzw. Makkabi leitet sich von den Makkabäern ab.

## Geschichte

### Vorgeschichte jüdischer Sportvereine in Berlin

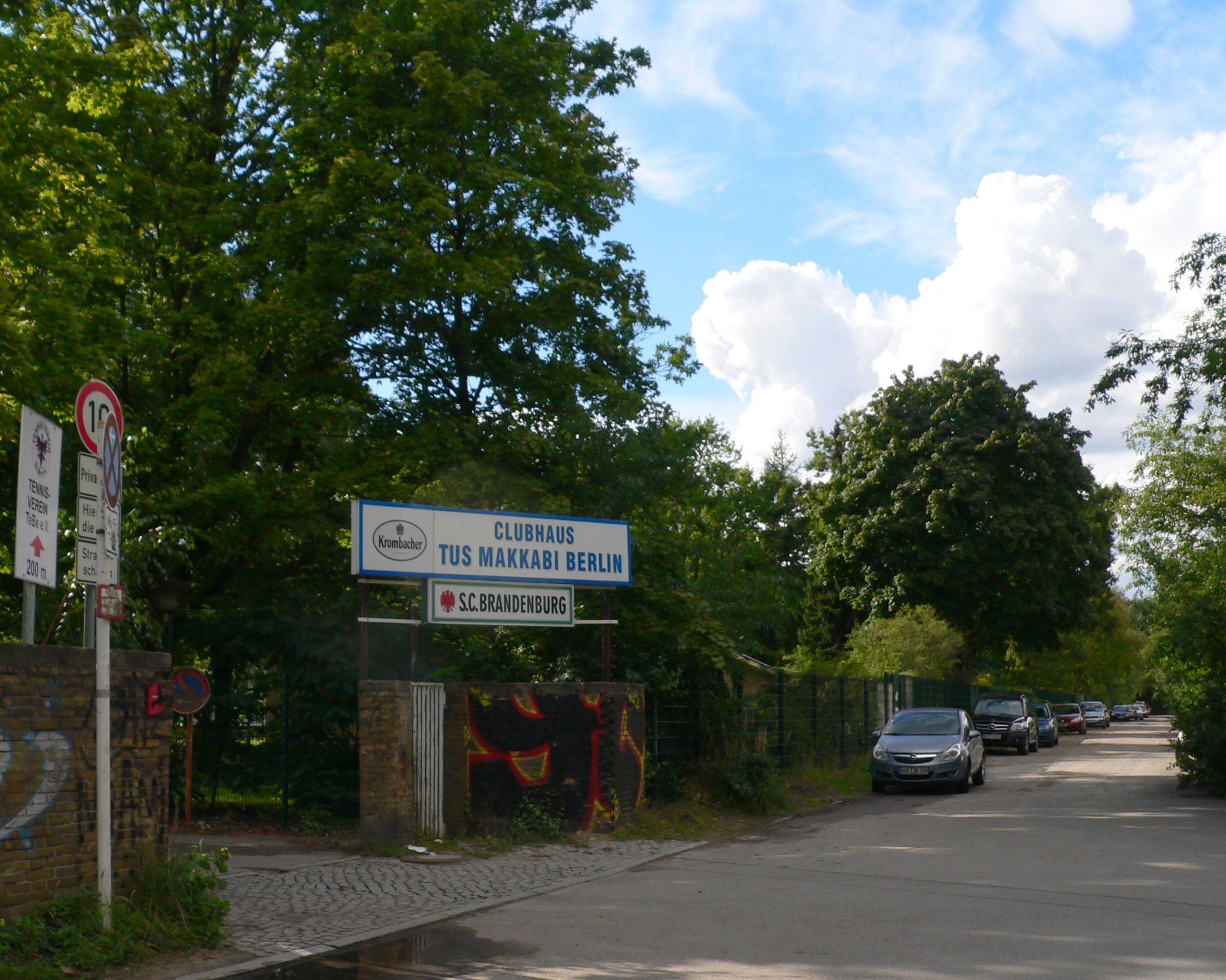
Eingang zum Clubhaus von TuS Makkabi in Berlin-Westend

Die Anfänge von Makkabi gehen auf den 1898 gegründeten Verein Bar Kochba Berlin zurück. Als erster jüdischer Verein Deutschlands verfügte Bar Kochba über einen selbstgeschaffenen Sportplatz in Friedrichsfelde (Lage), der am 17. Mai 1914 vor 2500 Zuschauern eröffnet und bis zum Umzug nach Marienfelde im Jahr 1926 betrieben wurde. Bar Kochba Berlin zählte bis 1930 über 40.000 Mitglieder aus 24 Ländern, ehe er mit dem SC Hakoah Berlin fusionierte. Während der Zeit des Nationalsozialismus wurde es dem Verein, wie allen jüdischen Sportorganisationen im nationalsozialistischen Deutschen Reich, verboten an offiziellen Wettkämpfen teilzunehmen, sodass jüdische Vereine nur gegeneinander antraten. Nach den Novemberpogromen 1938 wurde ihnen auch das untersagt. In der Zwischenzeit gewann der Verein 1934 und 1938 die Fußballmeisterschaft des Deutschen Makkabi-Kreises. Der Verein wurde 1945 als SG Hakoah neu gegründet und führte dann wieder den Namen SC Hakoah Berlin, bevor er sich 1953 in SpVgg. Vineta 05 Berlin umbenannte. Nach zwei Fusionen ist dieser Verein heute Teil des WFC Corso 99/Vineta.

### Ab Gründung 1970
Am 26. November 1970 wurde der TuS Makkabi Berlin gegründet. Damit wurde die Tradition jüdischer Sportvereine, zu denen beispielsweise der SC Hakoah Berlin zählte, wiederbelebt. Makkabi Berlin betrachtet sich als Nachfolger dieser Vereine.
2006 richtete der TuS Makkabi Berlin gemeinsam mit der European Maccabi Confederation und Makkabi Deutschland die jährlich stattfindende Maccabi-Football-Trophy, die europäische Fußball-Meisterschaft für die Makkabi-Nationalmannschaften, aus.

### Heute
Heute zählt Makkabi Berlin ca. 600 Mitglieder und verfolgt das Ziel, Juden und Nicht-Juden zum Dialog zu bewegen bzw. zusammenzubringen. Der Verein steht jeder Konfession und den Angehörigen aller Völker und ethnischen Gruppen offen. Zu den betriebenen Sportarten gehören Basketball, Fußball, Schach, Schützen, Tennis, Tischtennis, Rhythmische Sportgymnastik und Volleyball.

## Fußball
| Saison  | Liga                | Ebene |
| ------- | ------------------- | ----- |
| 1972/73 | 0 C-Klasse ▲        | VII   |
| 1973/74 | B-Klasse            | VI    |
| 1974/75 |                     |       |
| 1975/76 | 0 A-Klasse ▲        | V     |
| 1976/77 | 0 Amateurliga ▼     | IV    |
| 1977/78 | 0 A-Klasse ▲        | V     |
| 1978/79 | Amateurliga         | IV    |
| 1979/80 | Landesliga          | IV    |
| 1980/81 | Landesliga          | IV    |
| 1981/82 | 0 Landesliga ▲      | IV    |
| 1982/83 | Oberliga Berlin     | III   |
| 1983/84 | Oberliga Berlin     | III   |
| 1984/85 | Oberliga Berlin     | III   |
| 1985/86 | 0 Oberliga Berlin ▼ | III   |
| 1986/87 | Landesliga          | IV    |

| Saison    | Liga             | Platz | Tore   | Punkte |
| --------- | ---------------- | ----- | ------ | ------ |
| 1996/97   | 0 Kreisliga C ▲  | 01/20 | 117:38 | 84     |
| 1997/98   | Kreisliga B      | 06/16 | 057:61 | 44     |
| 1998/99   | Kreisliga B      | 04/16 | 085:49 | 61     |
| 1999/2000 | 0 Kreisliga B ▲  | 01/16 |        |        |
| 2000/01   | 0 Kreisliga A ▲  | 01/16 | 105:31 | 77     |
| 2001/02   | Bezirksliga      | 09/16 | 067:58 | 41     |
| 2002/03   | Bezirksliga      | 11/16 | 065:26 | 36     |
| 2003/04   | Bezirksliga      | 04/16 | 079:33 | 59     |
| 2004/05   | 0 Bezirksliga ▲  | 01/16 | 134:16 | 84     |
| 2005/06   | 0 Landesliga ▲   | 03/16 | 057:25 | 62     |
| 2006/07   | Verbandsliga     | 13/18 | 044:53 | 42     |
| 2007/08   | Verbandsliga     | 03/18 | 055:46 | 62     |
| 2008/09   | 0 Berlin-Liga ▼  | 17/18 | 037:63 | 33     |
| 2009/10   | Landesliga       | 04/16 | 070:41 | 56     |
| 2010/11   | Landesliga       | 03/16 | 084:45 | 53     |
| 2011/12   | 0 Landesliga ▲   | 01/16 | 068:19 | 73     |
| 2012/13   | Berlin-Liga      | 02/18 | 073:39 | 58     |
| 2013/14   | 0 Berlin-Liga ▼  | 18/18 | 042:76 | 20     |
| 2014/15   | Landesliga       | 05/15 | 066:41 | 46     |
| 2015/16   | 0 Landesliga ▲   | 02/16 | 083:42 | 70     |
| 2016/17   | Berlin-Liga      | 11/18 | 060:70 | 44     |
| 2017/18   | Berlin-Liga      | 09/18 | 066:67 | 46     |
| 2018/19   | Berlin-Liga      | 12/18 | 053:55 | 36     |
| 2019/20   | 0 Berlin-Liga *  | 08/18 | 045:37 | 33     |
| 2020/21   | 0 Berlin-Liga *  | 03/20 | 026:14 | 22     |
| 2021/22   | 0 Berlin-Liga ▲  | 01/19 | 084:32 | 84     |
| 2022/23   | Oberliga Nordost | 03/18 | 073:32 | 67     |
| 2023/24   | Oberliga Nordost | 07/15 | 044:42 | 39     |
| 2024/25   | Oberliga Nordost | 05/16 | 060:41 | 48     |

Sportlich agierte die Fußballabteilung der Männer von Makkabi zwischen 1982 und 1986 für vier Spielzeiten in der damals drittklassigen Oberliga Berlin. Nach dem Abstieg 1986 trat sie 1987 der FV Wannsee bei. 
Seit 1996 unterhält Makkabi wieder eine eigene Mannschaft. In den Jahren 2006, 2012 und 2016 gelang jeweils der Aufstieg in die Berlin-Liga bzw. Verbandsliga. Dieser Spielklasse gehörte der Verein insgesamt elf Jahre an, ehe 2022 der Aufstieg in die Oberliga Nordost samt Berliner Meisterschaft gefeiert werden konnte. Erstmals spielte damit ein deutsch-jüdischer Verein im überregionalen Fußball Deutschlands.
Am 3. Juni 2023, dem Finaltag der Amateure, gewann der TuS Makkabi Berlin erstmals den Berliner Landespokal. Im Finale besiegte die Mannschaft den Berlin-Ligisten Sparta Lichtenberg mit 3:1 n. V. und nahm damit am DFB-Pokal 2023/24 teil – auch dies als erster deutsch-jüdischer Verein in der Geschichte des DFB-Pokals. Das Pokalspiel wurde am 13. August 2023 im Mommsenstadion gegen den VfL Wolfsburg mit 0:6 verloren.

### Spielstätte
Die Heimspiele der 1. Fußballmannschaft des TuS Makkabi Berlin werden auf der Julius-Hirsch-Sportanlage ausgetragen. Sie bietet rund 3500 Zuschauern Platz. Die ehemals „Sportplätze am Eichkamp“ genannten Anlagen wurden zu Ehren des deutsch-jüdischen Fußballnationalspielers Julius Hirsch im Jahr 2006 in „Julius-Hirsch-Sportplätze in Eichkamp“ umbenannt.

### Erfolge
- Aufstieg in die Oberliga Nordost (V): 2022
- Aufstieg in die Oberliga Berlin (III): 1982
- Aufstieg in die Berlin-Liga (VI): 2012, 2016
- Berliner Meister: 2022
- Vizemeister der Berlin-Liga: 2013
- Ewige Tabelle der Berlin-Liga: Platz 22
- Berliner Landespokalsieger: 2023
- Teilnahme am DFB-Pokal: 2023/24

### Sonstiges
Am 7. und 8. Oktober 2023, dem Wochenende des Terror-Angriffs der Hamas auf Israel, sagte der Verein alle seine Spiele ab. Am darauffolgenden Wochenende wurde der Spielbetrieb der 1. und 2. Mannschaft unter erhöhten Sicherheitsvorkehrungen und Polizeischutz wieder aufgenommen.

## Bekannte Sportler
- Goran Markov (Fußball, 1999–2002)
- Wolfgang Sandhowe (Trainer)